# RCA-kontakt

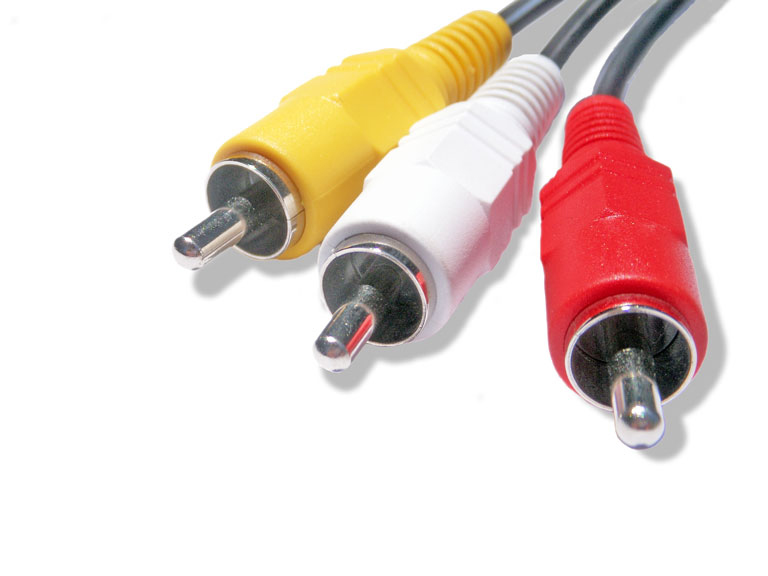
RCA-hankontakter, här i färgkombinationen som är vanligast för enkel videoöverföring: gul kontakt för kompositvideo, och vit och röd för stereofoniskt ljud.

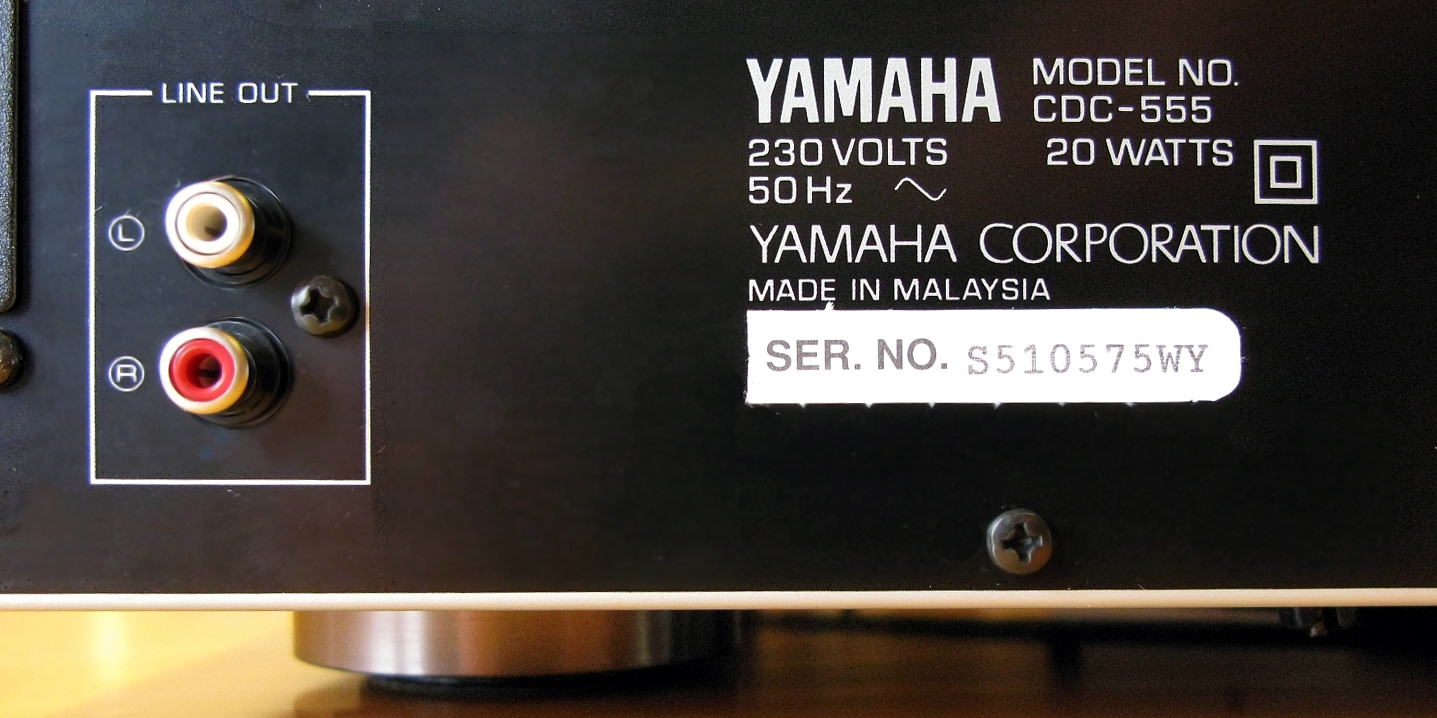
RCA-honkontakter på en CD-spelare. Vit kontakt är vänster och röd höger kanal.

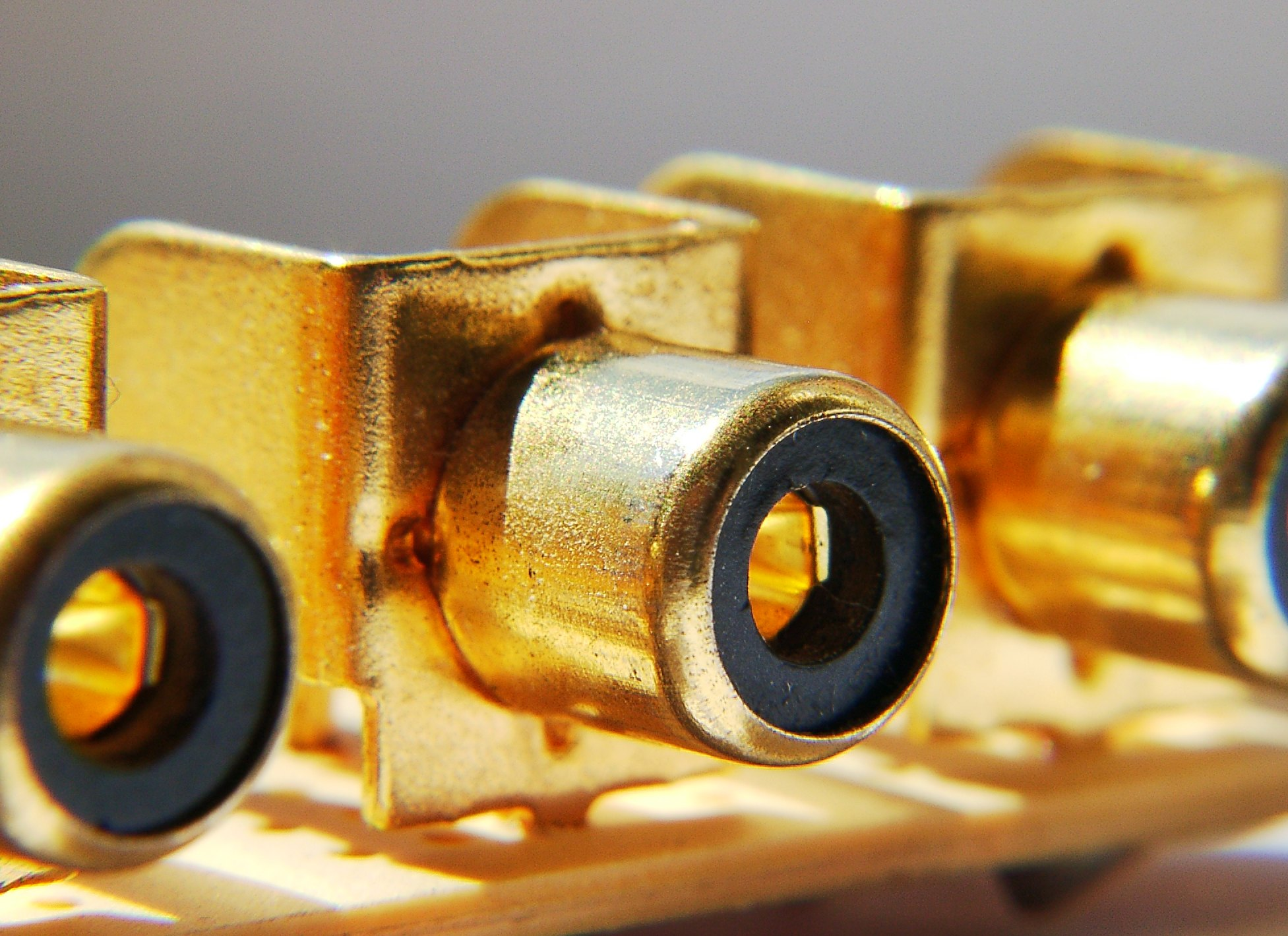
Förgyllda RCA-honkontakter

RCA-kontakt även kallad phonokontakt eller cinch är numera den vanligaste kontakttypen för anslutningar mellan bandspelare, CD-spelare och förstärkare i icke professionella sammanhang. Att kontakten kallas för RCA-kontakt kommer sig av att Radio Corporation of America introducerade den i början av 1940-talet för att ansluta grammofoner till förstärkare. Idag används kontakten även för att föra över video till TV och för att föra över digitala signaler till och från olika typer av digital utrustning. Färgen på RCA-kablar har ingen inverkan på funktionen. Exempelvis kan tre stycken kompositvideokablar användas som komponentvideokabel. Däremot finns två vanligt förekommande kabeltyper, dels med 75 ohm impedans för video och digitalt ljud, och dels kablar med 50 ohms impedans för analogt ljud.

## Andra kontaktdon
- XLR-kontakt
- Teleplugg
- DIN-kontakt